# Paul Francis Webster
Paul Francis Webster (New York, 20 dicembre 1907 – Beverly Hills, 18 marzo 1984) è stato un paroliere statunitense, vincitore di tre Premi Oscar per la migliore canzone originale ed è stato nominato sedici volte per il premio.

## Biografia

### Primi anni e formazione
Webster è nato a New York, Stati Uniti, figlio di Myron Lawrence Webster e Blanche Pauline Stonehill Webster. La sua famiglia era ebrea. Suo padre nacque ad Augustów, in Polonia. Frequentò la Horace Mann School (Riverdale, Bronx, New York), laureandosi nel 1926 e poi andò alla Università Cornell dal 1927 al 1928 e alla Università di New York dal 1928 al 1930, abbandonando senza ottenere una laurea. Ha lavorato sulle navi in tutta l'Asia e poi è diventato un istruttore di danza presso uno studio di Arthur Murray a New York.

### Carriera
Nel 1931, tuttavia, si dedicò alla scrittura di testi di canzoni. La sua prima lirica professionale fu Masquerade, musica di John Jacob Loeb, che divenne un successo nel 1932, eseguita da Paul Whiteman.
Nel 1935 sottoscrisse un contratto con la Twentieth Century Fox per scrivere testi per i film di Shirley Temple, ma poco dopo tornò a lavorare come freelance. Il suo primo successo fu una collaborazione nel 1941 con Duke Ellington nella canzone I Got It Bad (and That Ain't Good).
Dopo il 1950, Webster lavorò principalmente per la Metro-Goldwyn-Mayer. Vinse due premi Oscar in collaborazione con Sammy Fain, nel 1953 e nel 1955 e un altro con Johnny Mandel nel 1965. Complessivamente sedici delle sue canzoni ottennero la candidatura all'Oscar alla migliore canzone; tra i parolieri è terzo per numero di candidature, dopo Sammy Cahn con ventisei e Johnny Mercer, candidato diciotto volte. Inoltre, un gran numero delle sue canzoni divennero grandi successi nelle classifiche delle musicali popolari.
Webster fu il cantautore di maggior successo degli anni cinquanta nella UK Singles Chart. Nel 1967 gli venne chiesto di scrivere il testo della sigla di Spider-Man per l'omonima serie televisiva di cartoni animati. Venne inserito nella Songwriters Hall of Fame nel 1972. Le sue carte sono raccolte presso le Biblioteche dell'Università di Syracuse.

### Vita privata
Il primo figlio di Webster, Guy Webster, è stato un fotografo prolifico di musicisti e band negli anni 1960 e 1970. La figlia minore, Mona Roger Webster, è un artista concettuale, un investitore immobiliare e residente da lunga data a Venezia, CA.
Webster continuò a scrivere fino al 1983. Morì nel 1984 a Beverly Hills, California ed è sepolto a Hillside Memorial Park a Culver City, California.

## Elenco dei brani
Ecco un elenco parziale delle canzoni per le quali ha scritto i testi:

### Canzoni di Paul Francis Webster che vinsero l'Academy Award per la migliore canzone originale
- Secret Love (Non sparare, baciami!, 1953)
- L'amore è una cosa meravigliosa (L'amore è una cosa meravigliosa, 1955)
- The Shadow Of Your Smile (Castelli di sabbia, 1965)

### Candidature
- Remember Me to Carolina (Minstrel Man, 1944)
- Friendly Persuasion (Thee I Love) (La legge del Signore, 1956)
- April Love (Il sole nel cuore, 1957)
- A Certain Smile (Un certo sorriso, 1958)
- A Very Precious Love (Vertigine, 1958)
- The Green Leaves of Summer (La battaglia di Alamo, 1960)
- Love Theme from El Cid (The Falcon and the Dove) (El Cid, 1961)
- Tender Is the Night (Tenera è la notte, 1962)
- Love Song From Mutiny on the Bounty (Follow Me) (Gli ammutinati del Bounty, 1962)
- So Little Time (55 giorni a Pechino, 1963)
- A Time for Love (An American Dream, 1966)
- Strange Are the Ways of Love dal film La matrigna (1972)
- A World that Never Was dal film Half a House (1976)

### Canzoni vincitrici dei Grammy Awards come miglior canzone dell'anno
- The Shadow of Your Smile (tema d'amore da The Sandpiper, 1966)

### Altre canzoni con testi di Paul Francis Webster
- Anastasia (1956)
- Ballad of the Alamo (1960)
- Baltimore Oriole
- Beloved (1954)
- Billy-A-Dick (1945)
- Black Coffee
- The Black Hills Of Dakota
- Blowing Wild (The Ballad Of Black Gold) (1953)
- Boy on a Dolphin
- The Brown-Skin Gal in the Calico Gown (1941)
- Chocolate Shake (1941)
- Days of Love (1967)
- The Deadwood Stage (Whip-Crack-Away!)
- Doctor, Lawyer, Indian Chief
- The First Snowfall (1953) [music composed by Sonny Burke]
- I cannoni di Navarone (1961)
- Honey-Babe (1955)
- How Green Was My Valley (1957)
- How It Lies, How It Lies, How It Lies!
- I Got It Bad (and That Ain't Good) (1941)
- I'll Remember Tonight
- I'll Walk with God (1954)
- Invitation (1952)
- Jump for Joy
- Just Blew in from the Windy City (1953)
- The Lamplighter's Serenade (1942)
- Like Young (1958)
- The Loveliest Night of the Year (1950)
- Man on Fire
- Masquerade (1931)
- Maverick
- Memphis in June (1945) for RKO's Johnny Angel, Musica di Hoagy Carmichael
- The Mood I'm In (scritto in collaborazione con Pete King)
- My Moonlight Madonna
- Padre
- Rainbow on the River (1936)
- Rio Bravo (1959)
- Dove non so (Tema di Lara) (1966) (I testi, che sono opere originali di Webster, sono cantati sulla melodia del Tema di Lara Lara's Theme' dal film Il dottor Živago
- The Song Angels Sing (1951)
- Song of Green Mansions (1959)
- The Song of Raintree County (1957)
- Spider-Man (1967)
- Sugarfoot
- Summertime in Heidelberg (1954)
- There They Are
- There's Never Been Anyone Else But You
- There's a Rising Moon (1954)
- Too Beautiful to Last (1971)
- The Twelfth of Never
- Two Cigarettes in the Dark (1934)
- Veni Vidi Vici
- Virgins Wrapped in Cellophane (1932)
- Who Are We?
- The Winds of Chance (1969)
- A Woman's Touch (1953)
- You Was

## Raccolte di canzoni
- (EN) The Songs of Paul Francis Webster, ISBN 0-7935-0665-4.
- (EN) Award-Winning Songs By Paul Francis Webster, Robbins Music Corporation, 1964.